# Stockmühlen am Kalserbach

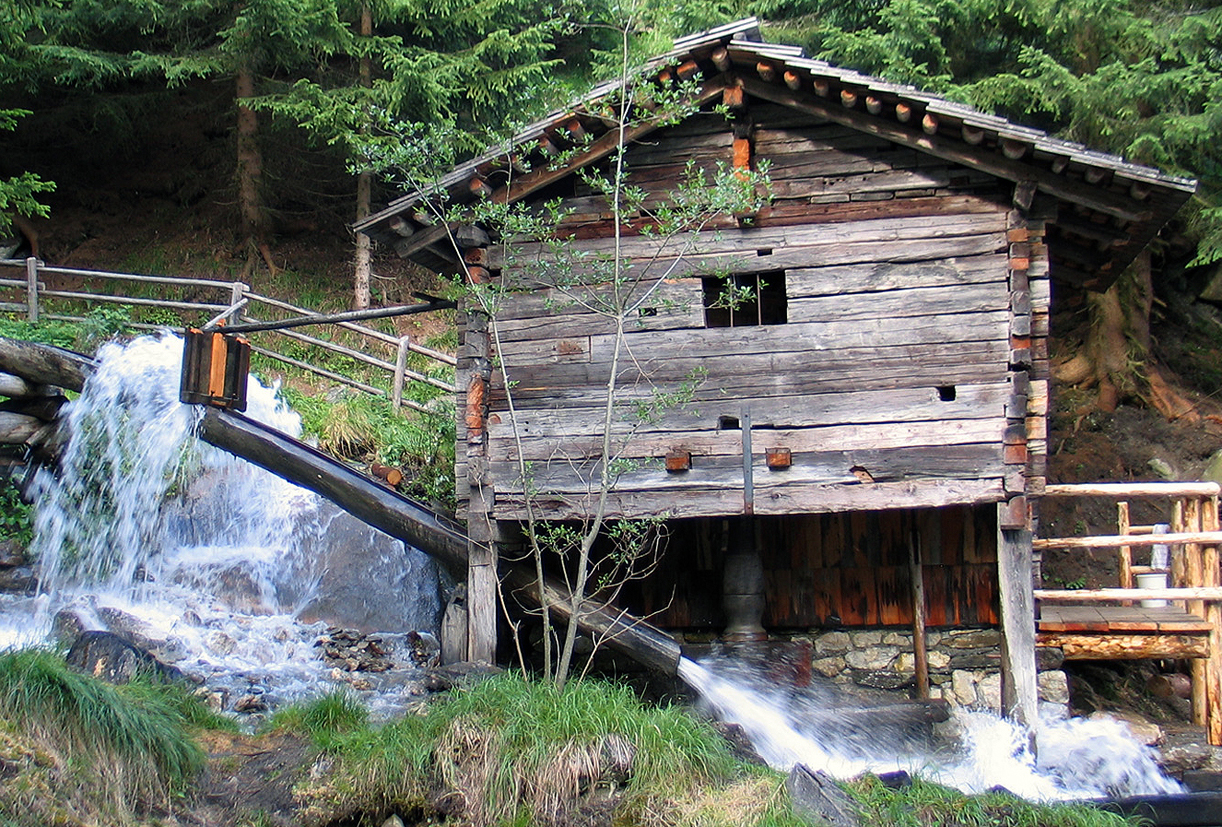
Pahlmühle

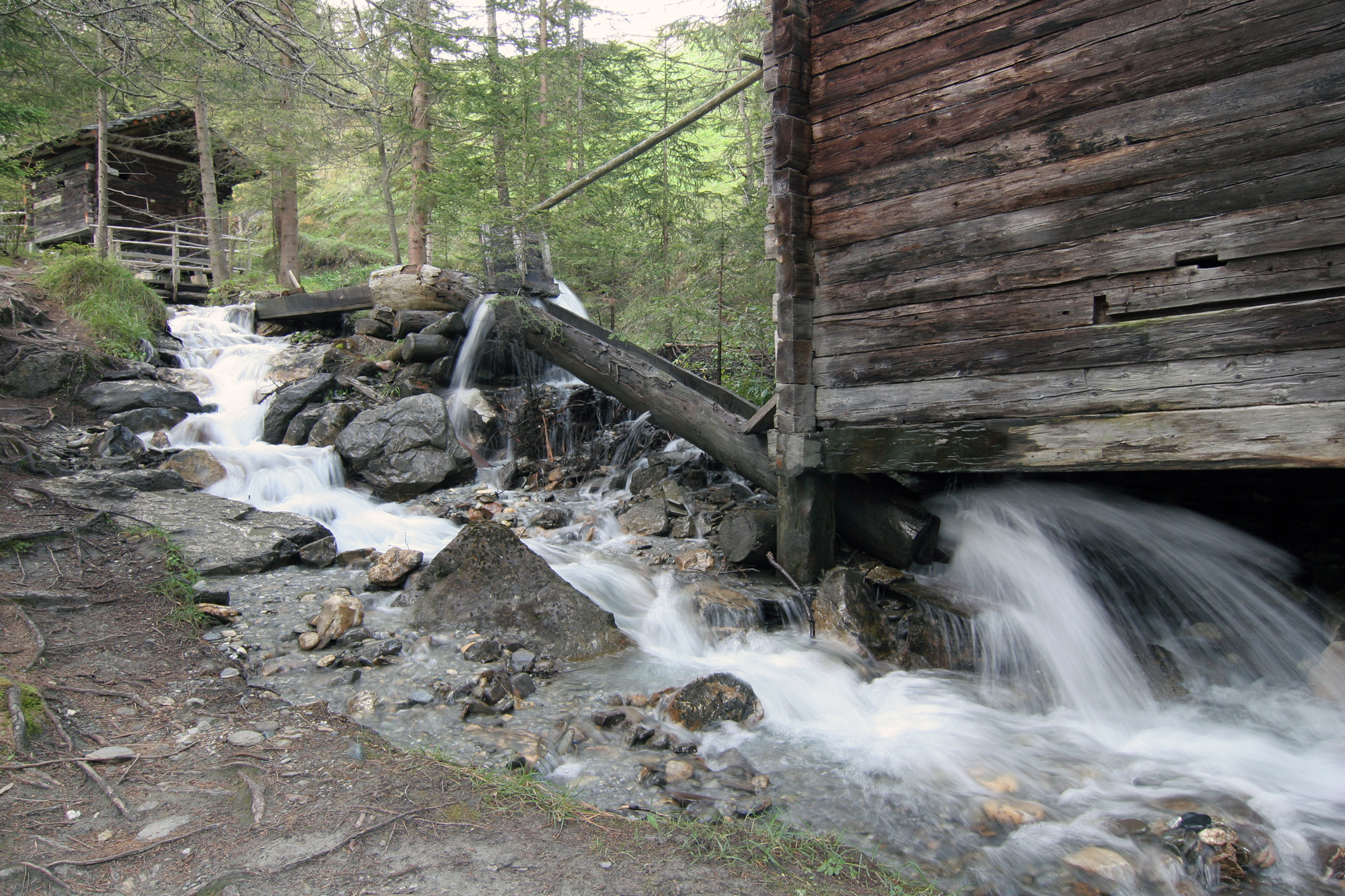
Obenfiger- und Plotzamühle

Als Stockmühlen am Kalserbach werden sieben Stockmühlen (lokal Fluttermühlen genannt) am Kalserbach (Dorferbach) in der Gemeinde Kals am Großglockner, Bezirk Lienz, bezeichnet, von denen fünf denkmalgeschützt sind. Sie stellen ein einzigartiges Ensemble bäuerlicher Wirtschafts- und Technikgeschichte dar. Eine der Mühlen (Rogler) wurde im August 2018 durch ein Hochwasserereignis gänzlich weggespült.
Die Mühlen wurden entlang des Baches errichtet und tragen die Vulgo-Namen ihrer Besitzer, Pahl, Plotzer, Obenfiger, Kerer und Hofer/Uhl und Taurer. Sie repräsentieren den Typus jener Mühlen, die in Osttirol zwischen dem 16. und 18. Jahrhundert typisch waren, und verfügen über ein waagrechtes Schaufelrad mit senkrecht stehendem Wellenbaum, wobei die Wasserkraft direkt auf den Mühlstein übertragen wird. Die Außengebäude wurden in Kantbockbauweise über quadratischen Grundriss errichtet und mit einem flachen, brettergedeckten Satteldach gedeckt. Die Zuleitung des Wassers erfolgt vom Mühlbachgerinne über Holzkendeln.
Die Mühlen, deren Bauzeit vermutlich in die Zeit vor dem 18. Jahrhundert fällt, deckten den Eigenbedarf an Mehl für einzelne Höfe oder Hofgruppen. Als in der zweiten Hälfte des 20. Jahrhunderts in vielen Regionen die Umstellung von Ackerbau auf Viehzucht erfolgte, verloren die Mühlen ihre Funktion und verfielen. Einige Mühlen waren bis etwa 1964 in Betrieb. 1954 gab es in der Gemeinde Kals am Großglockner noch über 50 Mühlen, davon wurden einige durch das Hochwasser 1966 zerstört. Um den Verfall zu stoppen, haben sich ein Gast (Börstling) und einige Kalser bemüht, die Mühlen zu erhalten. Ab 1975 erfolgte die Sanierung einzelner Mühlen durch die Eigentümer gemeinsam mit den Kalser Mühlenverein. Heute sind die sechs Mühlen voll funktionstüchtig und werden vereinzelt für den Eigenbedarf und zu touristischen Zwecke als Schaumühlen benutzt. Im Sommer können sie in Betrieb besichtigt werden.